# 스위스인

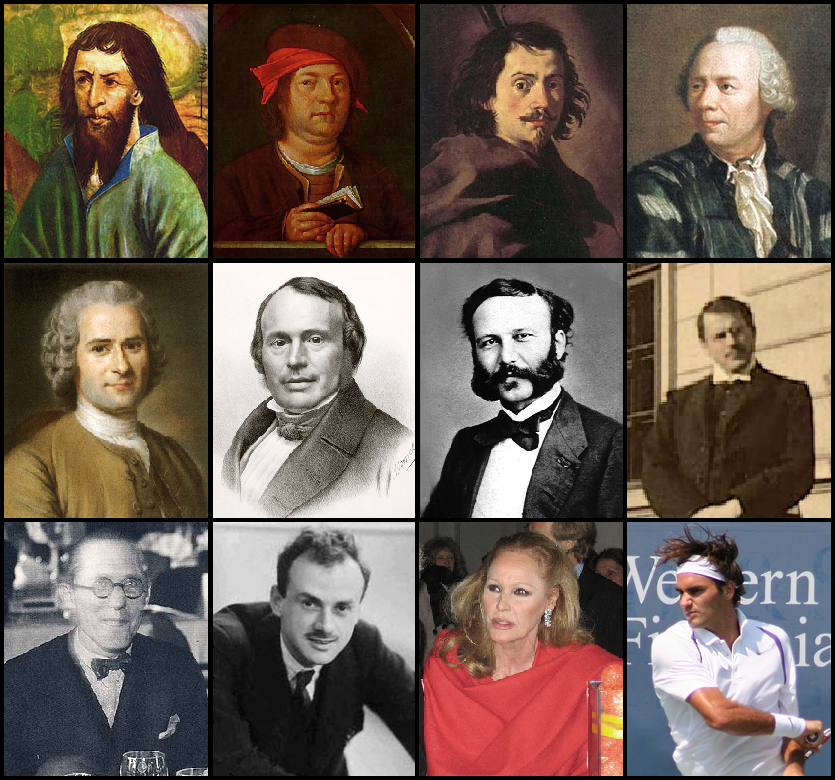

스위스인 또는 스위스 사람(독일어: die Schweizer, 프랑스어: les Suisses, 이탈리아어: gli Svizzeri, 로만슈어: ils Svizzers)은 스위스의 시민 또는 해외에 거주 중인 스위스 사람을 뜻한다. 스위스 국적자 수는 1815년 170만 명에서 2016년 700만 명으로 상승했다. 150만 이상의 스위스 시민들이 복수 국적을 보유하고 있다. 스위스 시민들 중 약 11%가 해외에 거주한다.(60만 명 중 80만 명이 복수 국적을 소유) 해외 거주자 중 약 60%는 유럽연합(46만 명)에 거주한다. 최대 그룹은 미국과 캐나다에서 볼 수 있다.
스위스는 민족국가로서 수립된 나라가 아니며 크게 독일어, 프랑스어, 이탈리아어, 로망슈어를 사용하는 민족이 함께 스위스인의 정체성을 구성한다.

## 같이 보기
- 스위스의 인구